# Пестель, Фридрих Вильгельм
Фридрих Вильгельм фон Пестель (нем. Friedrich Wilhelm Pestel; 7 января 1724, Ринтельн, Нижняя Саксония — 16 октября 1805, Лейден) — немецкий и нидерландский учёный-юрист, ректор Лейденского университета.

## Биография
Пестель происходил из семьи, бежавшей из Англии в Германию во время гонений на протестантов при королеве Марии. Многие из членов семьи позже стали юристами. Прадед Фридриха Вильгельма, Давид Пестель (1603–1684) уже был профессором права в Ринтельнском университете. Его внук, отец Фридриха Вильгельма, Фридрих Ульрих Пестель (1691–1764) также был профессором этики и права в Ринтельнском университете. Его супругой, матерью Фридриха Вильгельма была Элизабет Элен Пестель, урожденная Лендеркинг (1698—1751) была дочерью бургомистра Ринтельна Л. В. Ледеркинга.
В 1739 году Пестель начал обучение в Ринтельнском университете, а затем перешёл в Гёттингенский университет. Вернувшись в Ринтельн в 1745 году, он стал лиценциатом права в том же году. В 1747 году Пестель получил должность преподавателя этики в Ринтельнском университете, став тем самым коллегой своего отца, а в следующем, 1748 году, после получения степени доктора права, стал полноправным профессором.
В 1763 году Пестель был назначен профессором естественного и конституционного права в Лейденском университете. Три учебных года (1765/66, 1777/78 и 1788/89) Пестель был ректором Лейденского университета. годах. В 1792 году он был возведён императором Францем в Вене в потомственное дворянство в знак признания его заслуг перед юриспруденцией в Священной Римской империи. С этого времени он имел право ставить перед фамилией немецкую дворянскую приставку «фон». В 1789 году он был избран членом Американской академии искусств и наук.
Во время новой революции в Нидерландах и образования ориентированной на революционную Францию Батавской республики, Пестель поддержал прежнее правительства штатгальтера Вильгельма V Оранского, в результате чего в 1795 году потерял свою должность в Лейдене (но сохранил пенсию в размере 3 000 гульденов в год). Он вернулся в Германию, где несколько лет прожил в городе Целле. Однако, в 1803 году он снова вернулся в Лейден на должность профессора. 
Скончался фон Пестель в 1805 году в Лейдене.